# Immobilizzatore

Simbolo dell'immobilizzatore.

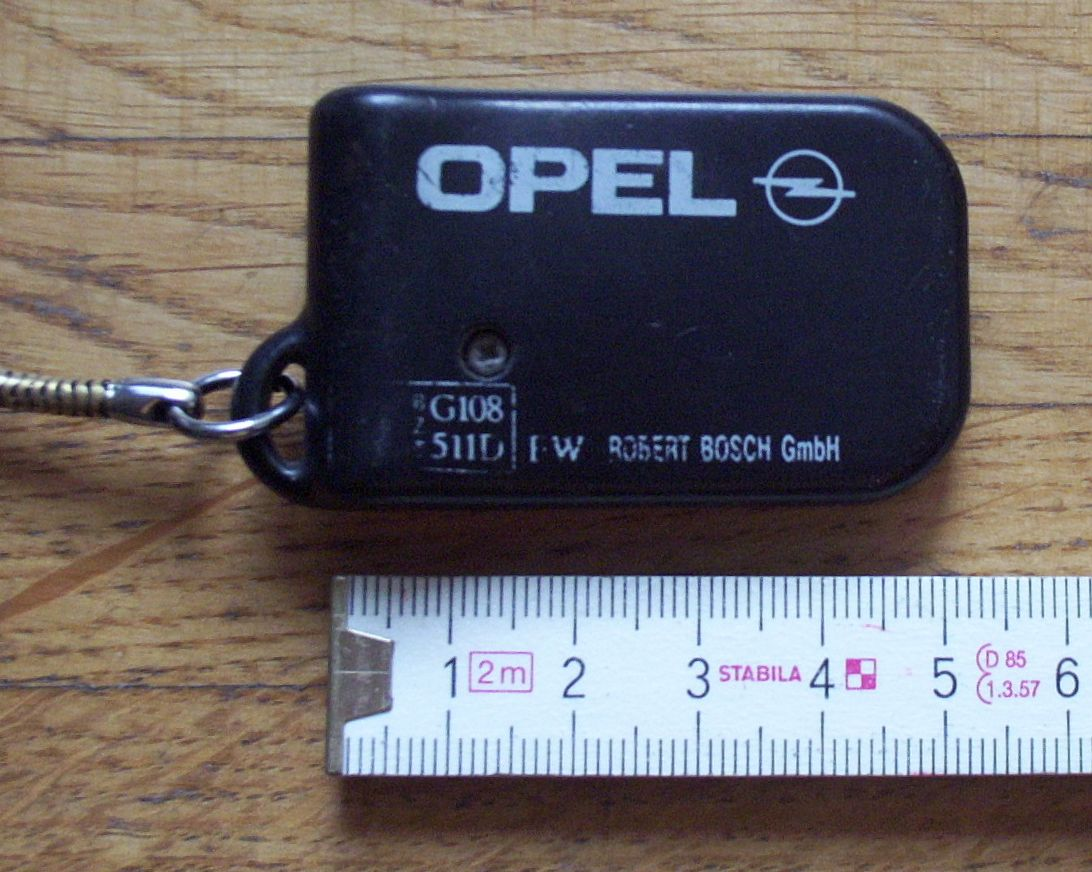
Portachiavi di un immobilizzatore di prima generazione.

L'immobilizzatore, detto anche immobilizer o immobiliser, è un dispositivo elettronico di sicurezza, montato sulle automobili, che impedisce al motore di funzionare, a meno che non venga trasmesso dal telecomando un codice corretto al sistema d'accensione, attraverso un transponder; in caso contrario, il veicolo non è in grado di partire, impedendo così il furto del veicolo.

## Storia
L'immobilizzatore elettronico è stato inventato da George Evans e Edward Birkenbuel e venne brevettato nel 1919 e consisteva in una griglia 3x3 di interruttori a doppio contatto su un pannello montato all'interno dell'auto, in modo tale che, quando viene attivato l'interruttore di accensione, venisse impedito al motore di avviarsi o all'utente di suonare il clacson.
Dopo la guida, inoltre, le impostazioni del sistema possono essere di volta in volta cambiate e, poiché i moderni sistemi di immobilizzazione sono automatici, il proprietario dell'auto non deve ricordarsi di attivarlo.

## Disponibilità
Honda fu la prima casa produttrice di motocicli a montare immobilizzatori sui suoi prodotti negli anni 1990.
Nel settembre 2007, Transport Canada ordinò l'installazione di immobilizzatori in tutti i nuovi veicoli leggeri e camion prodotti in Canada.

## Efficacia
Uno studio condotto dal The Economic Journal nel 2016 ha scoperto che l'immobilizzatore ha ridotto il tasso complessivo di furto d'auto di circa il 40% tra il 1995 e il 2008. I vantaggi in termini di furti prevenuti sono almeno tre volte superiori ai costi di installazione del dispositivo.
Tuttavia, il sistema "può essere aggirato da ladri specializzati, dotati di apparecchiature che azzerano il codice di sicurezza", come ad esempio i veicoli che montano immobilizzatori con chip Megamos.